# École des avocats de la région Rhône-Alpes
L’École des avocats de la région Rhône-Alpes ou École des avocats Rhône-Alpes (EDARA) est une école d'avocats située à Lyon.  L’EDARA assure la formation professionnelle initiale des élèves avocats ayant obtenu l’examen d’accès au CRFPA, la plupart du temps dans la région. Elle assure également la formation professionnelle continue des avocats des 16 barreaux de Rhône-Alpes.
Elle accueille chaque année une nouvelle promotion composée de 215 élèves avocats (maximum) et est à ce titre la troisième plus importante école d'avocats parmi les quinze établissements qui existent en France.
Depuis 2019, l'école est transférée au 191 rue Vendôme dans le 3ème arrondissement de Lyon dans le nouveau bâtiment hébergeant l'Ordre des Avocats de Lyon et la CARPA.

## Recrutement
L’examen sélectif d’entrée à l’EDARA est organisé par les différents instituts d’études judiciaires (IEJ) des facultés de droit de la région Rhône-Alpes (Lyon, Chambéry, Grenoble et Saint-Etienne) de septembre à novembre. 
Les docteurs en droit peuvent directement s’inscrire à l’EDARA. Néanmoins, depuis la réforme de 2005, ils ne sont plus dispensés de la formation professionnelle initiale.
En 2018, le taux de réussite à l'examen d'accès au CRFPA s'élevait à 23,78% pour l'IEJ de Lyon, 32,85% pour Chambéry, 27,04% pour Grenoble et 29,68% pour Saint-Étienne.

## Promotions
La rentrée de l'EDARA a lieu tous les ans en janvier.
Les promotions d’élèves avocats portent le nom d’une personnalité française ou étrangère liée au monde juridique.
Quelques chiffres sur la promotion 2019-2020 : 
- 214 élèves, dont 67 % de femmes (144).
- Moyenne d’âge : 25 ans ; tranche d’âge la plus représentée : 25-26 ans ; courbe des âges : de 22 à 49 ans.
- Provenance des élèves : 117 de l’IEJ de Lyon, 33 de celui de Grenoble, 23 de celui de Chambéry ; autres provenances : Saint-Étienne, Avignon, Clermont-Ferrand, Dijon, Nice, Paris, Strasbourg.
- 6 docteurs en droit.

## Cursus
Depuis la réforme de 2005, la formation s’étale sur dix-huit mois, composés comme suit : 
- six mois de scolarité à l’EDARA ;
- six mois en projet pédagogique individuel (PPI) ;
- six mois en cabinet d’avocats.

Le semestre d’acquisition des fondamentaux à l’EDARA est organisé de telle sorte que les élèves avocats peuvent, s’ils le désirent, effectuer un stage en alternance : les cours et ateliers ont lieu du lundi au mercredi, laissant libres les jeudis et vendredis. 
À la fin de leur scolarité, les élèves avocats doivent passer une série d'examens fixés par arrêté afin d'obtenir le certificat d’aptitude à la profession d’avocat (CAPA). Ils prêtent alors serment : « Je jure, comme avocat, d'exercer mes fonctions avec dignité, conscience, indépendance, probité et humanité. » Titulaires du CAPA et ayant prêté serment, ils peuvent s'inscrire au barreau de leur choix et exercer la profession d'avocat.
L’EDARA assure également la formation continue des avocats des 16 barreaux de son ressort : Albertville, Annecy, Ardèche (Privas), Bonneville, Ain (Bourg-en-Bresse), Bourgoin-Jallieu, Chambéry, Grenoble, Hautes Alpes (Gap), Lyon, Roanne, Saint-Étienne, Thonon les Bains, Valence, Vienne et Villefranche sur Saône.

## Vie associative
L'EDARA dispose en son sein d'une association des élèves avocats chargée d'animer et prendre en charge la vie des élèves tout au long de leur cursus.
L'Association des élèves avocats de la région Rhône Alpes (ADEA) a ainsi pour objectif non seulement d'animer le quotidien des futurs avocats mais également de faciliter leur insertion professionnelle et la connaissance de leur milieu économique de travail. Elle est à l’origine de nombreux évènements sponsorisés et relayés auprès de l'Ordre des avocats de la région Rhône-Alpes, ainsi que par la presse économique locale : concours de plaidoiries au sein de l'école, annuaire de promotion, forum, sorties culturelles et sportives, actions de solidarité, rencontres avec des personnalités de la région, etc. 
En 2018, l'association des Elèves Avocats de l'EDARA a organisé pour la première fois une rencontre nationale réunissant les différentes écoles des avocats de France,,.
L'école participe chaque année au Concours de plaidoiries des élèves avocats du Mémorial de Caen (créé en 2011). Les différentes écoles d'avocats du territoire y sont représentées par un élève de leurs effectifs qui doit plaider pendant 10 minutes sur un cas de violation des Droits de l'Homme.